# Ninja Kid
Ninja Kid, i Japan känt som GeGeGe no Kitaro - Youkai Dai Makyou (ゲゲゲの鬼太郎 妖怪大魔境?), är ett NES-spel utvecklat av TOSE och utgivet av Bandai. Den japanska versionen är baserad på mangaserien GeGeGe no Kitaro, men alla referenser till den togs bort då spelet i västvärlden blev "Ninja Kid".

### Fotnoter
1. 1 2  ”Ninja Kid”. NES DB. 21 mars 1986. Arkiverad från originalet den 19 juli 2016. https://web.archive.org/web/20160719033436/http://nesdb.se/game_more.php?id=571&rid=1. Läst 27 juni 2014.
2. ↑  MobyGames.com